# RM-23 (Spanje)

De RM-23

De RM-23 of Autovía de Conexión RM-2 y RM-3 is een autovía in Murcia en verbindt de RM-2 in Alhama de Murcia met de RM-3 in Los Cantareros. De snelweg is 10 kilometer lang en werd in 2008 afgewerkt.